# شرندورف
شهر شرندورف (به آلمانی: Schorndorf) در ایالت بادن-وورتمبرگ در کشور آلمان واقع شده‌است.